# حموریه
حموریه (به عربی: حموریة) یک روستا در سوریه است که در استان ریف دمشق واقع شده‌است. حموریه ۱۳٬۷۶۰ نفر جمعیت دارد.